# Uwe Timm
Uwe Timm, född 30 mars 1940 i Hamburg, är en tysk författare.
Uwe Timm föddes i Hamburg och evakuerades från staden 1943 tillsammans med sin mor till Coburg. 1945 kom familjen tillbaka till Hamburg och återförenades med fadern som återvänt från kriget. 1961 började han studera vid Braunschweig-Kolleg och tog examen 1963.
Uwe Timm studerade filosofi och germanistik vid Münchens universitet och Paris. Under åren 1967/68 var han aktiv i Sozialistischer Deutscher Studentenbund. Han disputerade 1971 med en avhandling om absurditetens problem hos Albert Camus.
Åren 1981-1983 levde han i Rom, senare bodde han periodvis i Latinamerika, Afrika och New York. Nuförtiden lever Uwe Timm med sin familj i München och arbetar som författare. Hans fru Dagmar Ploetz är översättare.
Hans roman Die Entdeckung der Currywurst (på svenska "Upptäckten av currywursten", 2009) översattes till mer än 20 språk och har även filmatiserats. 2003 publicerade Timm den mycket uppmärksammade autobiografiska berättelsen Am Beispiel meines Bruders (på svenska "I skuggan av min bror", 2010). Med hjälp av fragment från broderns dagbok, brev och sina egna minnen försöker Timm förstå hur brodern frivilligt kunde gå med i Waffen-SS. Boken är en uppgörelse med nazitiden och krigets vansinne. 2005 utkom Der Freund und der Fremde (på svenska "Vännen och främlingen", 2012) som handlar om Timms vänskap med Benno Ohnesorg, som sköts av polis i samband med en demonstration mot shahen av Iran.
Timm har även skrivit tre barnböcker, som han tillägnat vart och ett av sina barn. Den mest framgångsrika, Rennschwein Rudi Rüssel (på svenska "Kalle Knorr på kapplöpningsbanan", 1991) filmatiserades. Det finns två långfilmer om griskultingen Rudi: Rennschwein Rudi Rüssel (1995) och Rennschwein Rudi Rüssel 2 - Rudi rennt wieder! (2007). Vidare tre säsonger av teveserien "Rennschwein Rudi Rüssel" (2008 och senare). Den första säsongen sändes textad i SVT sommaren 2009 och hette Rudi kapplöpningsgrisen.